# Aleksandra Potanina
Aleksandra Viktorovna Potanina (nata Lavrskaja; in russo Александра Викторовна Потанина/Лаврская?; Gorbatov, 26 gennaio 1843 – Cina, 19 settembre 1893) è stata un'etnografa ed esploratrice russa.
Fu la prima donna etnografa e geografa in Russia.

## Biografia
Figlia del sacerdote V. N. Lavrskij, ricevette un'istruzione domestica. Contrariamente alle consuete aspettative dell'epoca nei confronti di una figlia di un sacerdote, dimostrò una spiccata passione per le scienze naturali, per le riviste moderne e per la letteratura indipendente.
Nel 1866 iniziò a lavorare come insegnante nella scuola diocesana, e nel 1878, in occasione di una visita al fratello esule a Nikol'sk, incontrò l'esploratore Grigorij Nikolaevič Potanin, che sposò nel 1874 e che accompagnò in tutti i suoi viaggi.
Nell'estate del 1876 la coppia intraprese un viaggio nella Mongolia nordoccidentale per conto della Società geografica russa. Delle otto persone che presero parte alla spedizione, Potanina fu l'unica donna. Il gruppo raccolse informazioni sulla geografia fisica, sulla flora e sulla fauna della regione, ma anche sul commercio e sull'etnografia delle popolazioni locali.
Potanina lavorò come assistente di suo marito, aiutandolo nelle osservazioni meteorologiche e trascrivendo su diversi diari appunti sugli stili di vita e sulle usanze locali. Assumendo un atteggiamento pacifico, riuscì a conquistare la fiducia delle popolazioni autoctone, ottenendo quindi libero accesso alla loro vita familiare solitamente chiusa al mondo esterno. Inoltre, in quanto donna, fu di prezioso aiuto nel descrivere gli usi e i costumi delle donne orientali, alle quali gli esploratori maschi non potevano avvicinarsi.
Nel 1879 partecipò a una seconda spedizione in Mongolia, questa volta nella regione di Uryankhai.
Nel 1884 i Potanin si recarono in Tibet. Qui Aleksandra Viktorovna si prese cura dei bambini tibetani e insegnò a lavorare a maglia alle donne autoctone.
In seguito alla nomina di Grigorij Nikolaevič a capo della Società geografica russa, la coppia si trasferì a Irkutsk, dove Aleksandra Viktorovna pubblicò la sua opera intitolata Burjaty nel 1891, per la quale ricevette la medaglia d'oro dalla medesima società, essendone la prima donna a farne parte.
Morì sulla via per Shanghai durante la sua quarta spedizione in Cina. È sepolta nel cimitero di Kjachta.
Le è stato dedicato il cratere Potanina su Venere.